# 呉城文化
呉城文化（ごじょうぶんか、拼音: Wúchéng wénhuà、Wucheng Culture）は、中国江西省から発見された青銅器時代の贛江（長江支流）中流・下流の文化。殷王朝と同時代の文化であった。江西省清江県（現在の樟樹市）呉城鎮の贛江沿岸にある、呉城遺跡に由来する。殷代の都市遺跡としても最大級の呉城遺跡は、広さ4平方km以上で、1973年から発掘された。呉城文化の遺跡は江西省を中心に100以上発見されているが、特に樟樹市の呉城遺跡、瑞昌市の銅嶺遺跡、吉安市新幹県の大洋洲遺跡の3つが大きい。
呉城文化は、黄河流域の河南省鄭州市付近で栄えた二里岡文化（殷代初期の中心地だったとも考えられる）が長江付近まで勢力を伸ばしたことにより誕生したと考えられる。長江文明の長い伝統と、強力な青銅器文化である二里岡文化の影響が交じり合っているさまが呉城文化にはみられる。呉城文化は四川盆地の三星堆遺跡、および黄河中流域の殷墟と同時代の文化である。
呉城遺跡は陶器や原始的な磁器（原始瓷器）製造の中心であり、幾何学的な文様が特徴である。この文様の中には、未解読文字と考えられるものもある。呉城文化はまた、青銅製の鐘（鐘の舌がない特殊な様式のもの）の出土でも知られる。吉安市新幹県から出土した呉城文化の遺跡からはこの文化特有の様式の青銅器が多数出土する。
呉城遺跡は、二里岡文化の長江流域における前哨であったとされる都市遺跡・盤龍城遺跡の衰退に大きな影響を与えたと見られる。どちらの遺跡も長江における陶器製造の中心で、中国南方の資源を北中国の平野へ運送する拠点でもあり、激しく競争をしていた。二里岡文化の後期、呉城遺跡は大きく発展し始めたが、一方で盤龍城遺跡は急速な衰退を始めた。
この呉城遺跡人骨から検出されたＹ染色体ハプログループは、現在、華南に居住する現生人類の漢民族に多く見られるＹ染色体ハプログループ「O1b1a1a M95（旧Ｏ２ａ系）が主体（２/３）で、「O2＊ F742（旧Ｏ３＊系）」が一部（１/３）であった。